# María Aixa Sanz
María Aixa Sanz (Valencia, 1973) es una escritora, novelista y crítica literaria española.
Obtuvo una licenciatura en Ciencias Empresariales por la Universidad Jaume I, de Castellón
Ha publicado las novelas: “El pasado es un regalo” (2000), “La escena” (2001), “Antes del último suspiro” (2006), “Fragmentos de Carlota G.” (2008), “La casona del sueño dorado” (2010), “El olor del silencio” (2011), “Caótica” (2013), "La viajera en el camino" (2014) , "Sol del Medio Oeste" (2016) y "Los inquietos" (2023). "Diario natural" (2022) , y el cuento de Navidad,  "Los desposeídos" (2023).
Fue ganadora del Premio Plumier de Novela 2012 con la novela "El olor del silencio"
Vive en Canadá.